# Černá díra

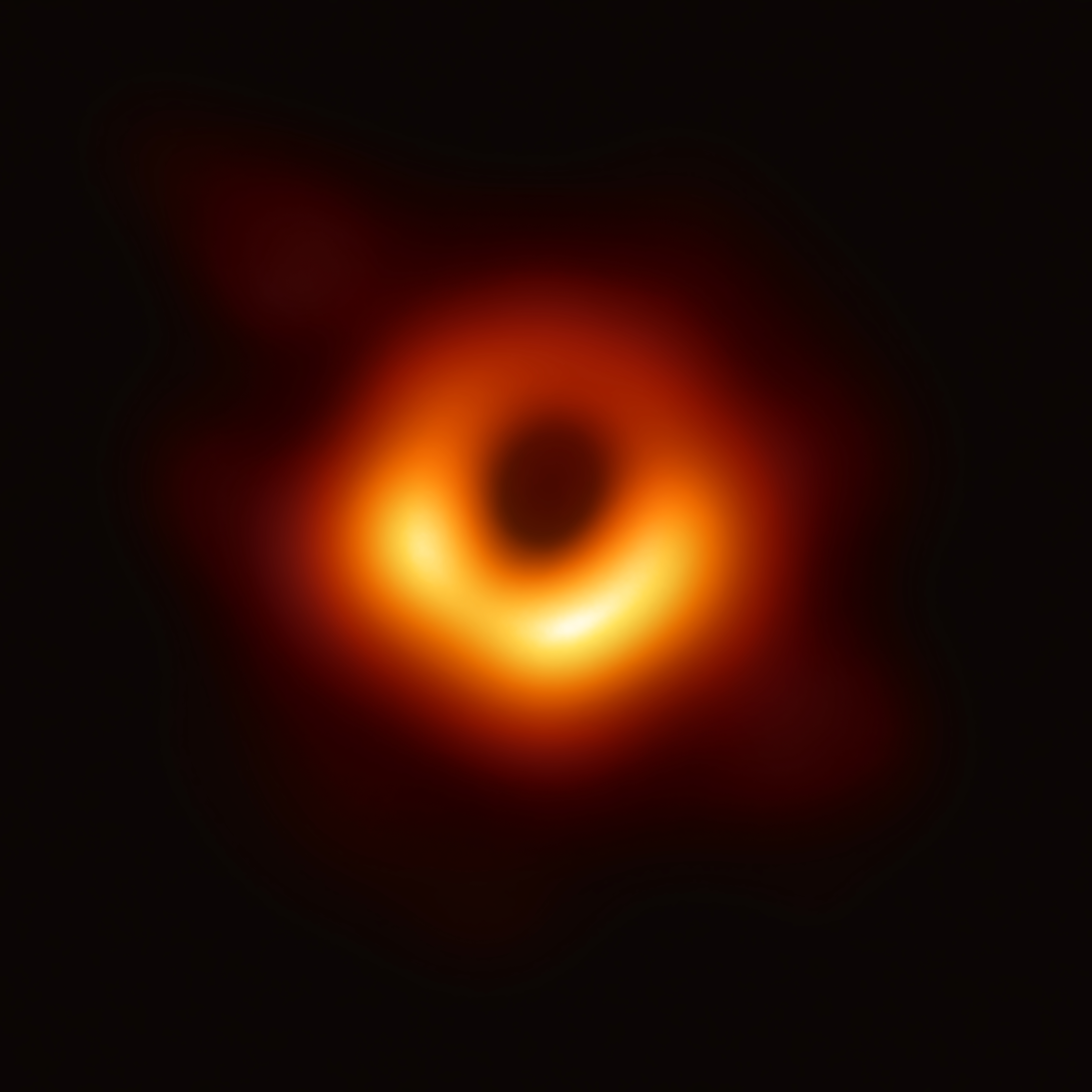
První „snímek černé díry“, přesněji snímek zářícího okolí obří černé díry v centru galaxie Messier 87, z dubna 2019

Černá díra je kompaktní vesmírný objekt, který je tak hustý, že jeho gravitace nedovolí žádné hmotě – částici i záření, tedy ani světlu – aby ho opustila. Z černé díry nic nevychází a vše, co do ní vstoupí, navždy pohltí a je proto absolutně černá. Černé díry se nacházejí v centrech galaxií, aktivních galaktických jádrech, kvasarech i v centrech některých kulových hvězdokup.
Hranice, z které není návratu, se nazývá horizont událostí. Co se nachází uvnitř černé díry za touto hranicí není známo. Nic ji nemůže směrem ven překročit a přinést informace, nelze provádět pozorování. Současná fyzika neumí tuto oblast teoreticky popsat. Gravitační singularita by měl být bod uprostřed černé díry, kam je strháváno vše, co překročilo horizont událostí a kde veličiny nabývají nekonečných hodnot. Černá díra má ale gravitaci, moment hybnosti a náboj, kterými silně působí na své okolí a díky tomu lze černé díry nepřímo pozorovat. Od roku 2016 lze také pozorovat gravitační vlny, které vznikají při srážce (splynutí) dvou černých děr. Černé díry mohou ztrácet hmotnost tzv. vypařováním, Hawkingovo záření vzniká těsně nad horizontem událostí a nenese informace o černé díře, ale vyplývá z něj informační paradox.

## Historie

### Teorie černých děr
Představu tělesa tak hmotného, že z něho nedokáže uniknout dokonce ani světlo, navrhl anglický geolog John Michell v roce 1783 v práci zaslané Královské společnosti. V té době již byla Newtonovská teorie gravitace a pojem únikové rychlosti dostatečně známá. Michell vypočítal, že těleso se stejnou hustotou jako Slunce, ale s poloměrem 500krát větším, by mělo na povrchu únikovou rychlost rovnou rychlosti světla, a proto by bylo neviditelné. I když to nepovažoval za pravděpodobné, Michell uvažoval o možnosti, že mnoho takových objektů, které není možné vidět, může ve vesmíru existovat. Parafráze jeho slov:
Kdyby koule stejné hustoty, jako má Slunce, převýšila jeho poloměr pět set ku jedné, potom by těleso padající ke sféře z nekonečné výšky získalo na jeho povrchu rychlost větší, než je rychlost světla, a když následně předpokládáme, že světlo je přitahované k jeho povrchu silou v poměru ke své vis inertiae (setrvačné hmotnosti), způsobilo by to, že by se, spolu s ostatními tělesy, světlo vyzařované z takového tělesa k němu vrátilo díky jeho přitažlivosti.
V roce 1796 podpořil francouzský matematik Pierre-Simon Laplace stejnou myšlenku v prvním a druhém vydání své knihy Exposition du Systeme du Monde. Tato podpora však zmizela v dalších vydáních. Podobným teoriím se v 19. století věnovalo minimum pozornosti, protože se předpokládalo, že světlo je vlnění bez hmotnosti neovlivnitelné gravitací.
V roce 1915 vyvinul Albert Einstein teorii gravitace nazývanou obecná teorie relativity – již předtím dokázal, že gravitace ovlivňuje světlo, a nyní tedy znovu teoreticky předpověděl existenci černých děr. O několik měsíců později Karl Schwarzschild nabídl řešení pro gravitační pole bodové hmoty a dokázal, že něco, co dnes nazýváme černou dírou, může opravdu teoreticky existovat. Schwarzschildův poloměr je dnes známý jako poloměr nerotující černé díry, ale ve své době nebyl dobře pochopený. Sám Schwarzschild ho nepovažoval za fyzikální.
Ve 20. letech 20. století dokázal Subrahmanyan Chandrasekhar, že obecná relativita ukázala, že nevyzařující těleso nad jistou hmotnost, dnes známou jako Chandrasekharova mez, by se zhroutilo do sebe, protože by neexistovalo nic, co by mu v tom mohlo zabránit. Proti jeho argumentům se postavil Arthur Eddington, který se domníval, že by něco kolapsu nevyhnutelně zabránilo. Oba měli pravdu, protože bílý trpaslík s hmotností nad tuto mez se zhroutí do neutronové hvězdy. Nicméně i neutronová hvězda se při hmotnosti nad tzv. Tolmanovu-Oppenheimerovu-Volkoffovu mez zhroutí.
V roce 1939 Robert Oppenheimer a H. Snyder předpověděli, že velmi hmotné hvězdy by se mohly stát oběťmi dramatického gravitačního zhroucení. Černé díry by tak mohly přirozeně vznikat. Takové objekty byly krátce nazývané zamrzlé hvězdy, protože zhroucení by bylo pozorovatelné rapidně zpomaleně a se silně červeným spektrem v blízkosti Schwarzschildova poloměru. Tyto hypotetické objekty však nebyly předmětem většího zájmu až do pozdních 60. let 20. století. Většina fyziků si totiž myslela, že by byly specifickou vlastností silně symetrických řešení popsaných Schwarzschildem, a že v přírodě by se gravitačně kolabující objekt nestal černou dírou. 
Zájem o černé díry znovu vzplanul v roce 1967 s pokrokem v oblasti teorie a pokusů. Stephen Hawking dokázal, že černé díry jsou všeobecnou vlastností Einsteinovy teorie gravitace a není možné se jim vyhnout při kolabování některých objektů. Zájem o ně rozproudil v astronomické komunitě také objev pulsaru. Astronomům se však dlouho nedařilo černé díry na obloze najít.

### Etymologie
Pro tento astronomický objekt se většinou v oficiálních textech používaly termíny „černá hvězda“ nebo opisný tvar „gravitačně zcela zhroucené těleso“.
Termín „černá díra“ pravděpodobně poprvé použil počátkem 60. let fyzik Robert Henry Dicke coby porovnání hvězdného fenoménu s pověstí věznice zvané „Black hole of Calcuta“ („Černá díra v Kalkatě“), známé jako místo, kam sice lidé vejdou, ale už ji nikdy neopustí zaživa. V písemné verzi se termín objevil v magazínech Life a Science News v roce 1963. Za všeobecným rozšířením názvu však stojí zejména americká popularizátorka vědy Anne E. Ewingová, která uveřejnila článek ,Black Holes' in Space („Černé díry“ ve vesmíru) ve čtrnáctideníku Science News Letter ze dne 18. 1. 1964. V prosinci 1967 pak tento termín použil nejmenovaný student, který navštěvoval semináře amerického fyzika Johna Archibalda Wheelera – ten se tehdy věnoval teorii gravitačního kolapsu a pojmenování černé díry se mu zalíbilo pro stručnost; Wheeler je proto mnohdy mylně považován za autora názvu.

### Skutečné černé díry
Prvním vážným kandidátem, později již prokázanou černou dírou, se stala v roce 1971 hvězda v binárním systému v souhvězdí Labutě, kryjící se s rentgenovým zdrojem Cygnus X-1.. Objevil je Charles Thomas Bolton na observatoři Torontské univerzity.
V letech 2004 a 2005 bylo objeveno mnoho černých děr, což vedlo k přepracování teorií o rozšíření černých děr ve vesmíru – nově se jejich předpokládaný počet zvýšil až na pětinásobek původních předpokladů. V červenci 2004 astronomové objevili obří černou díru Q0906+6930 v centru vzdálené galaxie v souhvězdí Velké medvědice – odhad věku a hmotnosti takových černých děr může pomoci určit věk vesmíru. V listopadu 2004 tým astronomů oznámil objev první černé díry střední hmotnosti v galaxii Mléčná dráha, která obíhá přibližně tři světelné roky od Střelce A*. Tato střední černá díra s hmotností asi 1300 Sluncí se nachází uvnitř shluku sedmi hvězd, pravděpodobně jako pozůstatek velkého shluku hvězd roztrženého galaktickým středem. Tento objev může podpořit myšlenku, že obří černé díry se zvětšují pohlcováním blízkých menších černých děr a hvězd. V únoru 2005 byl objeven modrý obr SDSS J090745.0+24507, opouštějící Mléčnou dráhu dvojnásobnou únikovou rychlostí (0,0022 rychlosti světla). Trajektorii hvězdy je možné dohledat až zpět ke galaktickému jádru. Vysoká rychlost této hvězdy podporuje hypotézu existence obří černé díry ve středu naší galaxie.
V červnu 2007 objevil mezinárodní tým astronomů z Kanady, Francie a USA dalekohledem CFHT na Havaji doposud neznámou černou díru ve středu kvasaru ve vzdálenosti 13 miliard světelných let od Země. Jedná se o nejvzdálenější černou díru, která byla zatím nalezena.
V říjnu 2007 byl publikován objev patrně největšího binárního systému hvězdy a černé díry. „Před tím byl největší hvězdnou černou dírou objekt GRS 1915+105 s hmotností černé díry odhadnutou na 14 plusminus 4 Slunce,“ prohlásil objevitel Orosz. „Nicméně hmotnost GRS 1915+105 přišla na přetřes,“ dodal.
V prosinci 2018 se čínským astronomům povedlo detekovat v naší Galaxii černou díru s názvem LB-1, která je vzdálená od Země 15 000 světelných let a její hmotnost je 70× větší než hmotnost Slunce. Hvězdný společník této masivní černé díry označen jako LB-2 má hmotnost osm Sluncí a obíhá ji jednou za 79 dní.
10. dubna 2019 byla zveřejněna první fotografie černé díry, respektive jejího blízkého okolí, čímž se dá chování černých děr podrobněji zkoumat.

### Nejbližší kandidáti na černou díru
Kromě Sagittarius A*, černé díry v centru naší galaxie Mléčné dráhy, existuje několik bližších kandidátů na černé díry. Všechny jsou binárními systémy, které vysávají hmotu z partnera přes akreční disk, a mají hmotnost od tří do několika desítek hmotností Slunce.
| Jméno          | Hmotnost (v M☉) | Hmotnost partnera (v M☉) | Oběžná perioda (dnů) | Vzdálenost od Země (světelné roky) |
| A0620-00       | ~6,3–6,9        | 2,6–2,8                  | 55,                  | ~3500                              |
| GRO J1655-40   | 6–6,5           | 2,6–2,8                  | 2,8                  | 5000–10000                         |
| XTE J1118+480  | 6,4–7,2         | 6–6,5                    | 0,17                 | 6200                               |
| Cygnus X-1     | 7–13            | 25                       | 5,6                  | 6000–8000                          |
| GRO J0422+32   | 3–5             | 1,1                      | 0,21                 | ~8500                              |
| GS 2000+25     | 7–8             | 4,9–5,1                  | 0,35                 | ~8800                              |
| V404 Cygni     | 10–14           | 6,0                      | 6,5                  | ~10000                             |
| GX 339-4       |                 | 5–6                      | 1,75                 | ~15000                             |
| GRS 1124-683   | 6,5–8,2         |                          | 0,43                 | ~17000                             |
| XTE J1550-564  | 10–11           | 6,0–7,5                  | 1,5                  | ~17000                             |
| XTE J1819-254  | 10–18           | ~3                       | 2,8                  | < 25000                            |
| 4U 1543-475    | 8–10            | 0,25                     | 1,1                  | ~24000                             |
| Sagittarius A* | 3,7 Mil.        | –                        | –                    | ~25000                             |

## Matematika černých děr
Nejjednodušší případy popisuje Schwarzschildova metrika coby nejstarší a nejjednodušší exaktní řešení Einsteinových rovnic. Zkonstruoval ji Karl Schwarzschild roku 1915 a popisuje v ní zakřivení časoprostoru v okolí nerotujícího, kulově symetrického objektu:
{\displaystyle \mathrm {d} s^{2}=-c^{2}\left(1-{2Gm \over c^{2}r}\right)\mathrm {d} t^{2}+\left(1-{2Gm \over c^{2}r}\right)^{-1}\mathrm {d} r^{2}+r^{2}\mathrm {d} \Omega ^{2}},
kde {\displaystyle \mathrm {d} \Omega ^{2}=\mathrm {d} \theta ^{2}+\sin ^{2}\theta \;\mathrm {d} \phi ^{2}} je standardní člen prostorového úhlu obdobný sférickým souřadnicím.
Podle tohoto vzorce se kulový objekt vlivem své vlastní gravitace nevyhnutelně zhroutí do černé díry, je-li jeho poloměr menší, než Schwarzschildův poloměr. Ve středu objektu se vytvoří gravitační singularita, oblast s teoreticky nekonečnou hustotou. Pod oblastí Schwarzschildova poloměru je časoprostor tak silně zakřivený, že se každý světelný paprsek vyzářený z této oblasti libovolným směrem bude pohybovat do středu celého systému. Schwarzschildův poloměr ve výše zavedených souřadnicích je vyjádřený takto:
{\displaystyle r_{\rm {S}}={2\,Gm \over c^{2}}}, přičemž G je gravitační konstanta, m je hmotnost objektu a c je rychlost světla.
Střední hustota černé díry (v oblasti ohraničené Schwarzschildovým poloměrem) se zmenšuje se zvětšováním hmotnosti černé díry:
{\displaystyle \rho ={\frac {3\,c^{6}}{32\pi m^{2}G^{3}}}}
Pro objekt o hmotnosti Země je Schwarzschildův poloměr 9 milimetrů, černá díra o této hmotnosti by měla hustotu 2.1030 kg/m³. Vzhledem k tomu, že střední poloměr Země je 6371 km, musel by být její objem zmenšený 4×1026 krát, aby se zhroutila do černé díry. Pro těleso hmotnosti Slunce je Schwarzschildův poloměr přibližně 3 km, což je o mnoho méně než je současný poloměr Slunce. Je také mnohem menší než poloměr, do kterého se Slunce nakonec smrští po vyhoření svého nukleárního paliva, což bude několik tisíc kilometrů. Obří černá díra s hmotností 109 hmotností Slunce by měla hustotu okolo 20 kg/m³, což je méně než hustota vody. Hmotnější hvězdy se však mohou zhroutit do černé díry na konci své existence.
Oblast pod horizontem událostí však již ve Schwarzschildových souřadnicích nelze popsat a užívají se například Kruskalovy-Szekeresovy souřadnice. 
Obecně jsou černé díry předpovídané i jinými řešeními Einsteinových rovnic, jako je například Kerrova metrika pro rotující černé díry, které mají prstencovou singularitu. Reissnerova–Nordströmova metrika popisuje elektricky nabité černé díry. Nejobecnější řešení má Kerrovu–Newmanovu metriku a odpovídá případu nabitých rotujících černých děr.

## Fyzika černých děr
Podle obecné relativity nemůže žádná hmota ani informace proudit z nitra černé díry k vnějšímu pozorovateli. Například není možné získat žádnou její část ani odražené světlo vyslané z vnějšího zdroje či jakoukoli informaci o hmotě, která vstoupila do černé díry. Existují však kvantově-mechanické procesy, které způsobují vyzařování černých děr. Předpokládá se, že vyzařování nezávisí na tom, co do černé díry spadlo v minulosti.
Hlavním aspektem existence černých děr je skutečnost, že je časoprostor zakřivován přítomností hmoty, což se shoduje se základními principy obecné relativity. Nejpozoruhodnější vlastností černých děr je ta, že jsou důsledkem zakřivení časoprostoru ve svém okolí. V různých oborech fyziky se používají různé definice černých děr. Zároveň neexistuje vědecká shoda na tom, zda se obecně černá díra deformuje vlivem okolního gravitačního pole či nikoli.

### Pozorovatelné vlastnosti
Z dobře odůvodněných předpokladů vyplývá, že černé díry nemají žádné pozorovatelné vlastnosti, které by byly použitelné k objasnění jejich „vzhledu“ uvnitř. Podle obecné relativity můžeme černé díry úplně charakterizovat třemi parametry: hmota, moment hybnosti a elektrický náboj (čtvrtou teoreticky přípustnou vlastností je magnetický náboj, ten však v přírodě pozorován nebyl).
Tento princip se shrnuje frází „černé díry nemají vlasy“, kterou prvně vyslovil John Wheeler. Toto tvrzení se dokazuje v klasické teorii – teorie kvantová připouští i jiné náboje (jako např. podivnost, za normálních okolností charakterizující elementární částice). Ty se však mohou projevit až v dostatečné blízkosti horizontu událostí a nemají astrofyzikální význam.

### Horizont událostí
Horizontem událostí je myšlená kuloplocha, obklopující hmotu černé díry. Neobyčejně silné gravitační pole brání všemu uvnitř horizontu událostí uniknout přes jeho povrch. Na úrovni horizontu událostí je úniková rychlost rovna rychlosti světla. Cokoliv z vnějšku se může propadnout přes horizont událostí, ale nikdy tomu nemůže být naopak. 
Výjimkou jsou kvantově mechanické procesy v těsné blízkosti horizontu, které umožňují vznik virtuálních párů částic a antičástic a vedou například k efektu tzv. vypařování černých děr, ale ani v tomto případě částice přímo neunikají zpod horizontu událostí – proces „vypařování“ je založen na jiných principech. Podle Hawkingova vyjádření jde ale o zdánlivý horizont.

### Zpomalování času
Objekty v gravitačním poli jsou vystaveny zpomalení času, nazývanému dilatace času. Tento fenomén byl experimentálně potvrzen při pokusu s raketou Scout v roce 1976 a bere jej v úvahu například i navigační systém GPS. V blízkosti horizontu událostí černé díry se dilatace času projevuje velmi výrazně. Uvažme dva pozorovatele, kteří mají každý své hodinky seřízeny stejně. Z pohledu vzdáleného pozorovatele to vypadá tak, jako by padajícímu pozorovateli trvalo přiblížení k horizontu událostí nekonečně dlouho. Světlo vycházející z padajícího pozorovatele má zvětšující se spektrální rudý posuv, který je u horizontu událostí roven nekonečnu. Protože v důsledku dilatace času běží čas na hodinkách s pozorovatelem padajícím na černou díru a pozorovatelem vzdáleným různě, vzniká efekt, kdy pozorovatel na černou díru dopadá z hlediska vlastního času normálně, zatímco z hlediska toho, který jej pozoruje, se přiblížení k horizontu událostí jeví „nekonečně“ dlouhé.

### Singularita
Obecná relativita předpovídá, že v centru černé díry, pod horizontem událostí, existuje singularita, místo, kde je zakřivení časoprostoru nekonečné a gravitační síly jsou nekonečně velké. Časoprostor pod horizontem událostí je specifický tím, že singularita je v každé z pozorovatelných budoucností každého objektu, který projde horizontem událostí, a tedy, že se vše uvnitř horizontu událostí pohybuje směrem k ní (Penrose a Hawking [2]). To znamená, že mezi původním návrhem Johna Michella z roku 1783 a relativistickým pojetím černé díry je konceptuální nesrovnalost. V Michellově teorii se úniková rychlost rovnala rychlosti světla, ale bylo například stále teoreticky možné vytáhnout objekt z černé díry „pomocí lana“. Obecná relativita tuto mezeru eliminuje, protože jakmile je objekt za horizontem událostí, jeho časová osa obsahuje konec samotného času a není možný návrat světočáry ven přes horizont událostí.
Očekává se, že budoucí zjemnění anebo zobecnění obecné relativity (především kvantové gravitace) změní pohled na podstatu nitra černé díry. Většina teoretiků interpretuje matematické rovnice popisující singularitu tak, že naznačují nekompletnost současné teorie a že k plnému pochopení singularity musí do hry vstoupit nové jevy. Tato otázka může však být pouze akademická, jelikož hypotéza kosmické cenzury předpokládá, že v obecné teorii relativity neexistují nahé singularity: všechny singularity jsou schované za horizontem událostí, a nelze je tedy prozkoumat.

### Pád dovnitř
Představme si nešťastného kosmonauta padajícího nohama napřed směrem do středu nerotující černé díry Schwarzschildova typu. Čím blíže se dostane k horizontu událostí, tím déle trvá fotonům, které vyzařuje, uniknout gravitačnímu poli černé díry. Vzdálený pozorovatel uvidí kosmonautův zpomalující se sestup při přibližování se k horizontu událostí, kterého zdánlivě nikdy nedosáhne.
Astronaut z vlastního pohledu překročí horizont událostí a dosáhne singularity v konečném čase. V momentě, kdy překročí horizont událostí, ho nebude možné pozorovat z okolního vesmíru. Během pádu by si všiml, že světlo přicházející z jeho chodidel, poté kolen a tak dále podléhá zvětšujícímu se rudému posuvu, až se stane neviditelným. Když se přiblíží k singularitě, gradient gravitačního pole se od hlavy k chodidlům značně zvětší. Bude se cítit natažený a nakonec ho roztrhnou slapové síly, protože v jeho chodidlech bude působit mnohem větší gravitace než na úrovni hlavy. Blízko singularity se gradient stane dostatečně velkým k roztržení samotných atomů. Bod, ve kterém se slapové síly stávají zhoubnými, závisí na hmotě černé díry. Pro velké černé díry, jako ty v centrech galaxií, bude tento bod ležet až pod horizontem událostí, takže se kosmonaut může teoreticky dostat přes horizont událostí živý a v případech obřích černých děr tento přechod nemusí dokonce ani pocítit. Naopak u malých černých děr se tyto slapové síly mohou stát osudnými mnohem dříve, než kosmonaut dosáhne horizontu událostí.
Australští vědci učinili výpočet, jak maximalizovat dobu přežití v černé díře. Jejich teorie v jednoduchosti říká: Existuje jediná nejdelší cesta při pádu do černé díry, tj. dráha volného pádu z počátečního klidu, nicméně existují i kratší cesty. V případě překročení horizontu událostí po jedné z kratších cest je možno zažehnout motory rakety, tím se dostat na delší cestu a maximalizovat svůj čas.

### Rotující černé díry

Ergosféra

Horizont událostí nerotující černé díry je kulová plocha a její singularita představuje (neformálně řečeno) jeden bod. V případě, že černá díra rotuje, dochází k radikálním změnám jak v okolním časoprostoru, tak v samotném matematickém pojetí černé díry. Rotující černá díra má totiž dva horizonty událostí. Původní Schwarzschildův poloměr se zachovává (i co do tvaru), přibývá však ještě vnitřní Cauchyův horizont. Mezi Schwarzschildovým a Cauchyho horizontem se všechna tělesa musí pohybovat směrem ke středu černé díry, pod Cauchyho horizontem je však již opět možné zůstávat na místě a zastavit pád na singularitu, která je u rotujících černých děr prstencová a prostorupodobná.
Z hlediska fyzikálního chápání okolí černé díry dochází v důsledku rotace ke změnám v časoprostoru: ten začíná být díky nenulovému momentu hybnosti centrálního tělesa strháván ve směru rotace (Lensův-Thirringův jev). Ve skutečnosti je časoprostor strháván rotací jakkoliv hmotného centrálního tělesa (tzn. i Země), avšak v případě černých děr jde o natolik významný efekt, že od určité vzdálenosti je pro objekty nemožné setrvávat na jednom místě, byť by se lokálně pohybovaly rychlostí světla proti směru rotace. Plocha, pod kterou je setrvávání na místě nemožné, se u rotujících černých děr nazývá ergosféra (obecněji také statická mez) a má elipsoidní tvar, přičemž na ose rotace navazuje na horizont událostí. Jelikož se sama nachází nad horizontem událostí, mohou objekty pohybující se v ergosféře nejen uniknout z gravitace černé díry, ale za jistých okolností mohou být dokonce (díky energii a momentu hybnosti, dodanými černou dírou) vymrštěny vysokou rychlostí mimo ni – odtud právě pochází i název ergosféra (= „pracující sféra“), protože je schopná vykonávat práci na úkor rotační energie černé díry.

### Entropie a Hawkingovo záření
V roce 1971 Stephen Hawking dokázal, že se celková plocha horizontu událostí jakékoli skupiny černých děr nikdy nezmenší. Toto tvrzení se příliš podobalo druhému termodynamickému zákonu, přičemž plocha hraje v tomto případě úlohu entropie. Proto Ja'akov Bekenstein navrhl, že entropie černé díry je skutečně úměrná ploše jejího horizontu událostí. V roce 1975 aplikoval Hawking kvantovou teorii pole na zakřivený časoprostor okolo horizontu událostí a objevil, že černé díry mohou vyzařovat tepelné záření, známé jako Hawkingovo záření. Z prvního zákona mechaniky černých děr vyplývá, že entropie černé díry se rovná čtvrtině plochy horizontu událostí. Tento všeobecný výsledek je aplikovatelný i na kosmologické horizonty jako de Sitterův prostoročas. Později bylo navrženo, že černé díry jsou objekty s maximální entropií, což znamená, že maximální entropie oblasti vesmíru je entropie největší černé díry, která se do oblasti vejde. Skutečnost, že maximální entropie v daném objemu je úměrná povrchu tohoto objemu a ne objemu jako takovému, vedla k formulaci tzv. holografického principu.
Hawkingovo záření vzniká na horizontu událostí a v současném pojetí nenese žádnou informaci o vnitřku černé díry, protože jde o kvantově-mechanický projev existence vakua. To však znamená, že černé díry nejsou úplně černé a že dochází k pomalému vypařování černé díry. I když jsou tyto efekty zanedbatelné pro astronomické černé díry, jsou významné pro hypotetické miniaturní černé díry, kde dominují účinky kvantové teorie pole. V současnosti se předpokládá, že malé černé díry se rychle vypařují a nakonec mohou i zmizet zcela. Z tohoto důvodu má každá černá díra konečnou délku života přímo úměrnou její velikosti.
21. června 2004 Stephen Hawking, v rozporu se svými předchozími zjištěními, prezentoval nový argument, že černé díry přece jen emitují informaci o tom, co pohlcují. Navrhl, že kvantové perturbace horizontu událostí by mohly dovolit uniknout informacím a ovlivnit vyvolané Hawkingovo záření. Tato teorie ještě nebyla prodiskutována ve vědecké komunitě, ale v případě, že bude přijata, je pravděpodobné, že vyřeší informační paradox černých děr. Mezitím oznámení o této nové teorii zaznamenalo nebývalou pozornost médií.
V roce 2014 skupina vědců na základě simulací došla k závěru, že černé díry nemusejí vůbec existovat. Podle výpočtů Hawkingovo záření při hroucení hvězdy odnáší tolik energie a hmoty, že ke kolapsu nedojde.

### Pozorování

Gravitační čočka

Akreční disk

Teorie říká, že nemůžeme objevit černé díry podle světla vyzařovaného nebo odraženého od hmoty v jejich nitru. Tyto objekty však lze předpovědět pozorováním jevů v jejich blízkosti, například jevu gravitační čočky, a hvězd, které zdánlivě obíhají kolem prostoru, kde není žádná viditelná hmota. Ovšem pozorovatelné projevy mohou být způsobeny i jinými objekty, jako je třeba bílý trpaslík, které může být obtížné od černých děr odlišit.
Za nejviditelnější efekty jsou považované ty, které pocházejí z hmoty padající do černé díry. Tato hmota se, dle předpovědí, soustřeďuje do rychle se otáčejícího akrečního disku (podobného víru vody odtékající do otvoru), z něhož je postupně černou dírou pohlcována. Vnitřní tření disk extrémně zahřívá a způsobuje vyzařování velkého množství rentgenového a ultrafialového záření. Tento proces je neobyčejně účinný, protože může na záření přeměnit až 50 % rotující hmoty (to vynikne např. ve srovnání s termonukleární fúzí, která dokáže konvertovat na energii pouze jednotky procent hmoty). Další pozorovatelné efekty jsou úzké výtrysky částic, které se pohybují v ose akrečního disku relativistickými rychlostmi.
Akreční disky, výtrysky a obíhající objekty můžeme najít nejen kolem černých děr, ale i okolo objektů, jako jsou například neutronové hvězdy a bílí trpaslíci. Dynamika těles okolo takovýchto atraktorů, které nejsou černými děrami, je velmi podobná dynamice objektů v okolí černých děr a je předmětem velmi aktivního výzkumu zahrnujícího magnetické pole a plazmovou fyziku. Proto také platí, že pozorování akrečního disku a orbitálních pohybů sice indikuje existenci kompaktního objektu s určitou hmotností, ale vypovídá jen velice málo o jeho podstatě. Identifikovat takový objekt jako černou díru je možné pouze tehdy, pokud se prokáže, že se nemůže jednat o jiné dostatečně hmotné a kompaktní těleso nebo provázaný systém těles. Většina astrofyziků dle obecné teorie relativity předpokládá, že se koncentrace hmoty s dostatečnou hustotou musí nevyhnutelně zhroutit do černé díry v kosmologicky krátkém čase.
Existuje jeden důležitý pozorovatelný rozdíl mezi černými děrami a jinými kompaktními objekty: jakákoli kolabující hmota, která v relativistické rychlosti narazí na kompaktní hmotný objekt, který není černou dírou, totiž vyvolá nepravidelná vzplanutí rentgenového nebo jiného tvrdého záření. Nedostatek takovýchto vzplanutí kolem kompaktní koncentrace hmoty se považuje za důkaz, že objekt je černou dírou bez povrchu, na který by mohla hmota náhle narazit.
Dnes evidujeme mnoho nepřímých důkazů astronomických pozorování černých děr v hmotnostních pásmech:
1. černé díry hvězdné hmotnosti s hmotností typické hvězdy (4 – 15 hmotností Slunce)
2. černé díry střední hmotnosti s hmotností kolem 1000 až 50 000 hmotností Slunce[17][18]
3. obří černé díry s hmotností v řádech od 105 do 1010 hmotnosti Slunce
4. superobří (ultramasivní) černé díry s hmotností nad 1010 hmotnosti Slunce

Kandidáti na černé díry hvězdné hmotnosti byli identifikováni hlavně přítomností akrečních disků správné velikosti a rychlosti bez nepravidelných vzplanutí, které jsou očekávané u akrečních disků při ostatních kompaktních objektech. Černé díry s hmotností hvězd by mohly zapříčinit výbuchy gama záření, i když pozorování takovýchto výbuchů u supernov a jiných objektů, které nejsou černými dírami, snížilo pravděpodobnost tohoto spojení.
První kandidáty na obří černé díry objevili radioamatéři v 60. letech 20. století při pozorování aktivních galaktických jader a kvasarů. Výkonná přeměna hmoty na energii třením v akrečních discích okolo černých děr je zřejmě jediným vysvětlením pro vydatné množství energie generované těmito objekty. Uvedením této teorie v 70. letech byla odstraněna hlavní námitka, že totiž žádný fyzikální mechanizmus nemůže generovat takové množství energie.
Pozorování pohybů hvězd okolo galaktických center v 80. letech vedlo k všeobecnému přesvědčení, že obří černé díry existují v centrech většiny galaxií, včetně naší domovské Mléčné dráhy. Sagittarius A* je dnes shodně považovaný za věrohodného kandidáta pro polohu obří černé díry ve středu Mléčné dráhy.
Současná představa je, že všechny galaxie by mohly mít obří díru ve svých středech. Tato černá díra pohlcuje plyn a prach ve středu galaxie, přičemž generuje obrovské množství záření do té doby, než pohltí všechnu okolní hmotu a proces se tak zastaví. Tato představa také vysvětluje, proč neexistují žádné k nám blízké kvasary. I když detaily ještě nejsou úplně jasné, zdá se, že růst černých děr v galaxiích má spojitost s růstem kulovité části v eliptické galaxii nebo s růstem vypoukliny ve spirální galaxii. Je zajímavé, že neexistuje důkaz pro hmotné černé díry ve středech uzavřených hvězdokup, což ukazuje na jejich fundamentální odlišnost od galaxií.

## Vznik černé díry
Existuje několik modelů vzniku černé díry:

### Gravitační kolaps
Hmota se gravitačně zhroutí v daném prostoru ve vesmíru. Nejznámější z těchto procesů jsou některá finální stádia evoluce hvězd, kdy poklesne tlakový gradient (tlak záření hvězdy) a hvězda se neudrží v hydrostatické rovnováze, přičemž je zároveň splněna podmínka dostatečného množství hmoty, aby následný kolaps nebyl zadržen například ve fázi neutronové hvězdy (tedy ve formě degenerovaného neutronového plynu). Kolaps takové hvězdy pak není možno zastavit – povrch hvězdy se zhroutí pod horizont událostí a nevyhnutelně skončí v singularitě, čímž vznikne hvězdná černá díra.

### Akumulace hmoty
Když v nějakém prostoru dochází v důsledku gravitačních sil k seskupování hmoty, gravitační pole takové oblasti sílí nebo se zvětšuje zakřivení prostoru v okolí. Když úniková rychlost v nějaké vzdálenosti od centra gravitačního působení dosáhne rychlosti světla, vytvoří se horizont událostí, uvnitř kterého musí hmota nevyhnutelně skončit v singularitě. Černé díry tohoto typu existují jako dva typy modelů:
- Primordiální černé díry, které mohly vzniknout v období velmi raných fází vývoje vesmíru. Prozatím však nebyly observačně potvrzeny a pravděpodobně netvoří významnou část temné hmoty.[19]
- Obří černé díry, které se vyskytují v centrech galaxií (včetně Mléčné dráhy) a pravděpodobně také kulových hvězdokup. Vznikají prostřednictvím vytvoření horizontu událostí v důsledku nakupení velkého množství hmoty na relativně malém prostoru. V tomto případě se hmotou myslí i hvězdný materiál, tzn. hvězdy i již existující menší černé díry.

### Miniaturní černé díry
Proces vzniku miniaturních a mikroskopických černých děr je na hranici hypotézy a fikce. Přesto existují určité náznaky, že pomocí urychlovače s energií řádově TeV by bylo možno mikroskopickou černou díru vytvořit. Zdá se, že takovým by mohl být urychlovač LHC, který CERN uvedl do provozu v roce 2008. V důsledku srážky těžkých atomových jader za vysoké energie existuje možnost, že hmota v oblasti srážky se obklopí horizontem událostí. Takováto černá díra, pokud by vznikla, by se však obratem vypařila. Vytvoření černých děr v urychlovačích by mohlo rozřešit tzv. „paradox unitarity černých děr“, který stojí na otázce, zda se pádem do černé díry ztrácí kvantová informace.

## Zánik černé díry
Proces zániku černé díry je jev, který nebyl ještě pozorován a který se řeší prozatím v teoretické rovině. Jedná se případně o jev, který bude velmi pomalý a těžko detekovatelný. Předpokládá se, že velká černá díra se vypaří přibližně za 10100 let, což je v porovnání se současným stářím vesmíru 1,37×1010 let skutečně velmi dlouhá doba. Při vztažení teorie o uzavřeném a otevřeném vesmíru (jenž vychází z naší současné neschopnosti přesně určit Hubbleovu konstantu) je možné, že dříve dojde ke smrštění celého vesmíru do jediné singularity, než by došlo k celkovému vyzáření energie černé díry. Hmota v černé díře tak není navěky ztracena, ale postupně se opět „vypařuje“ do okolního prostoru.
Černá díra je z pohledu klasické fyziky tělesem velmi stálým, které nemůže zaniknout vlivem ztráty své hmoty, jelikož žádná částice není podle klasické fyziky schopna překonat rychlost světla.

### Gravitační srážka dvou černých děr
Jsou-li dvě černé díry gravitačně vázané a obíhají dostatečně blízko společného těžiště, podle obecné teorie relativity vyzařují gravitační vlny. To způsobuje, že tato soustava ztrácí energii a černé díry se k sobě stále více přibližují. V určitém momentu dojde k tomu, že gravitační interakce je natolik silná, že se horizonty černých děr začnou deformovat, až se obě díry setkají a spojí. Celková plocha jejich horizontů se přitom v souhlasu s termodynamikou černých děr zvětší. Při tomto procesu za velmi krátký čas vyzáří velké množství energie ve formě gravitačních vln (v závislosti na velikosti náboje a především momentu hybnosti výsledné černé díry). Takový zánik černé díry byl považován za jediný přirozený způsob, proto jsou srážky černých děr jedním z procesů, po kterém se pátrá – lze jej totiž zachytit pomocí detektorů gravitačních vln.
Ovšem nelinearita Einsteinových rovnic, která zaručuje stabilitu původních i výsledné černé díry, je stále zdrojem obtíží při hledání analytického i numerického řešení, které popisuje srážku černých děr. Pozorování prozatím proběhla pouze pomocí detektoru gravitačních vln. Z dosavadních numerických modelů pro nerotující černé díry o stejné hmotnosti vyplývalo, že při srážce se přemění až 3 % jejich hmotnosti na gravitační vlny. Výpočty na základě pozorování gravitačních vln však ukázaly na ztrátu až 5 %.

### Kvantové vyzařování
Z pohledu kvantové fyziky však existuje další možnost, jak černá díra může zaniknout. Podle klasické fyziky totiž může černá díra tělesa i záření absorbovat, avšak nemůže nic vyzařovat, a tedy by její teplota musela být rovna absolutní nule nezávisle na velikosti gravitace na myšleném povrchu, což znemožňuje černé díře dosáhnout termodynamické rovnováhy s okolím. Ovšem Kvantová mechanika připouští proces, při kterém vlivem principu neurčitosti v počtu částic ve vakuu neustále vznikají a opět zanikají páry částice-antičástice. V okolí horizontu událostí může nastat situace, kdy z páru zůstane jedna částice nad horizontem, zatímco druhá vznikne pod horizontem a musí tedy nevyhnutelně spadnout do singularity. Pozorovateli v okolí horizontu se jeví, že částice vzniká jakoby z ničeho v blízkosti horizontu. Energie potřebná na vytvoření částice ubude z hmoty černé díry, a pokud částice unikne mimo dosah gravitace černé díry, sníží tak hmotnost této černé díry. 
Hypotézu takového kvantového vypařování černých děr vyslovil v roce 1974 britský astrofyzik Stephen Hawking, na jeho počest také získalo pojmenování Hawkingovo záření. Podle této teorie je každá černá díra schopna spontánně emitovat záření přesně takové, jako kdyby byla obyčejným černým tělesem zahřátým na teplotu TH= κ/2π úměrnou povrchové gravitaci κ na horizontu. (Vzorec platí v Planckových jednotkách.) Hawking svým výpočtem dokázal, že černá díra není tak úplně černá a že kvantové zákony dokazují, že se na horizontu událostí neustále rodí nové částice, které odnášejí část energie černé díry pryč, čímž zmenšují hmotnost díry a umožňují pozorování černé díry v určitém spektru. Únik částic je z počátku jen velmi pozvolný, ale ke konci získává proces na dynamičnosti, a na konci dojde k explozi černé díry do okolí. Předpokládá se, že černá díra hmotnosti Slunce se vypaří přibližně za 1067 let, což je v porovnání se současným stářím vesmíru 1,37×1010 let skutečně velmi dlouhá doba.

### Únik částice
Třetí způsob je spojen s teoretickou úvahou, že částice je na krátkou dobu schopna překonat rychlost světla a pohybovat se touto získanou rychlostí pod horizontem událostí po krátký časový okamžik (tak, aby nedošlo k narušení Heisenbergovy relace neurčitosti). Cestování nadsvětelnou rychlostí v tomto případě nevadí, jelikož se nepřenáší žádná informace a není pozorovatelná z vnějšího prostředí. Platí, že u malé černé díry postačí kratší doba pohybu nadsvětelnou rychlostí, což má za následek, že proces uniknutí z černé díry je pravděpodobnější než u větších děr.

## Alternativní modely
Existují také alternativní modely, které se chovají jako černé díry, ale fungují bez singularity – těmito teoriemi jsou například gravastar (gravahvězda), černá hvězda, „dark-energy star“, preonová hvězda, kvarková hvězda aj. Vzhledem k tomu, že jsou mnohem složitější a nepřinášejí žádné pozorovatelné rozdíly od černých děr, nevyhovují logice Occamovy břitvy.
V březnu 2005 fyzik George Chapline z Národní laboratoře Lawrencea Livermora v Kalifornii navrhl myšlenku, že černé díry neexistují a že objekty v současnosti považované za černé díry jsou ve skutečnosti hvězdy z temné energie. Svoje závěry opírá o výsledky některých kvantově-mechanických analýz. I když má jeho návrh v současnosti jen malou podporu ve fyzikální obci,[zdroj?] je značně citovaný v médiích.